# Авдєєв Сергій Григорович
Авдє́єв Сергі́й Григо́рович (* 4 лютого 1966, м. Арсеньєв, Приморський край) — український артист музичної комедії, співак (баритон), артист Київського театру оперети. Народний артист України (2019). Заслужений артист України (2007).

## Життєпис
Сергій Авдєєв народився в Приморському краї (РРФСР). В шестирічному віці переїхав з батьками в Черкаси, де закінчив школу, був там солістом хору. Голос успадкував від мами, яка мала сильний голос, хоч і не була професійною співачкою.
Закінчив Національну музичну академію України ім. П. І. Чайковського. Вокалу навчався у Романа Майбороди.
У Київському національному академічному театрі оперети працює з 2002 року. 2015-го був мобілізований до війська як диригент військового оркестру.
«Один з найяскравіших солістів театру. За роки роботи в Національній опереті України Сергій Авдєєв розкрив себе як талановитий і високопрофесійний актор, створивши цілу галерею яскравих сценічних образів, яким завжди надавав виразної й завершеної сценічної форми», — відзначається на офіційному сайті театру.
Крім роботи в театрі Сергій Авдєєв виступає у концертних програмах з класичним і сучасним репертуаром.

## Ролі
- Едвін («Сільва» І. Кальмана)
- Містер Ікс («Містер Ікс» І. Кальмана)
- Граф Данило («Весела вдова» Ф. Легара)
- Генріх («Кажан» Й. Штрауса)
- Арістід Стенвуд «Бал у Савойї» П. Абрахама)
- Сандор Барінкай («Циганський барон» Й. Штрауса)
- Фред Грехем, Петруччо («Цілуй мене, Кет!» К. Портера)
- Флоріндо («Труффальдіно із Бергамо» О. Колкера)
- Раджамі в «Баядера» та Тасілло в «Маріца» І. Кальмана
- солдат Альоша в «Таке єврейське щастя» І. Поклада

Урядник (городничий) "Скрипаль на даху" Шолома Алейхема

## Нагороди
- Дипломант міжнародного конкурсу в Італії
- Почесна грамота Верховної Ради України
- Відзнака Міністерства культури і туризму України «За досягнення в розвитку культури і мистецтва»
- Заслужений артист України (2007)[2]
- Народний артист України (2019)[3]